# Karawaneneffekt
Als Karawaneneffekt bezeichnet man den Erfahrungs- und Kompetenzunterschied, den Kinder bei der Einschulung in die Grundschule aufweisen und der über die gesamte schulische Laufbahn erhalten bleibt.
Als Ursache spielen soziale und ethnische Herkunft sowie Sprachgewandtheit und das Geschlecht eine entscheidende Rolle. So ist es z. B. möglich, dass die besten 5 % der Schüler einer Klasse zehnmal so viele Aufgaben erledigen können als die schwächsten 5 %. Das Problem aus Sicht einer Lehrperson ist dabei, dass die Leistung eines Schülers auch dann noch schwach erscheint, wenn der individuelle Fortschritt des Einzelnen größer wird. Fortschritte von Einzelnen oder Teilgruppen haben jedoch einen pädagogisch höheren Stellenwert als das Leistungsniveau der ganzen Gruppe. Werden sie nicht erkannt, so hat das Auswirkung auf die Motivation des Einzelnen. Daraus ergibt sich der Effekt, dass die Leistungsstärksten, wie in einer Karawane, als Erste ihre schulischen Ziele erreichen und die Schwächsten, infolge des anhaltenden Rückstands, zuletzt.
So zeigte die Lesestudie LUST, dass Grundschulkinder fast aller Leistungsgruppen vergleichbare Leistungsfortschritte machen, dass sie aber für die schwächeren Leser in der Benotung nicht zu Buche schlagen, weil die durchschnittlichen und guten Leser ebenfalls besser werden (vgl. Brügelmann 2003; 2005).
Ein ähnliches Bild ergab sich bei den PISA-Studien für die Leistungsentwicklung von 15-Jährigen in den Naturwissenschaften und in Mathematik (vgl. Prenzel u. a. 2006). Danach erreichten leistungsschwache vs.leistungsstarke Schüler, Migranten vs. Einheimische und Kinder aus verschiedenen sozialen Schichten jeweils vergleichbare Fortschritte.
Die Schule schafft es also nicht, Rückstände zu kompensieren. Wenn man Schüler über einen längeren Zeitraum hinweg beobachtet, so fällt auf, dass die Schule vorhandene Leistungsunterschiede sogar teilweise noch verstärkt (Matthäus-Effekt). So gibt es bereits bei Grundschülern Leistungsunterschiede zwischen Kindern aus bildungsnahen und Kindern aus bildungsfernen Familien. Doch diese Unterschiede sind längst nicht so groß wie die Unterschiede im Alter von 15 Jahren. In allen Ländern, die sowohl bei PISA als auch bei PIRLS/IGLU mitgemacht haben, zeigte sich, dass die Leistungsunterschiede zwischen den Kindern aus verschiedenen Schichten im Jugendlichenalter größer sind als im Kindesalter. Dies betrifft die Länder Deutschland, Frankreich, USA, Russland, Ungarn, Norwegen, Schweden, Kanada, Griechenland, Tschechien, Island, Niederlande, Italien, Lettland und Neuseeland.
Diese Befunde werfen die Frage auf, an welchen Maßstäben man "Leistung" von Schülern, aber auch von Schulen messen soll. So zeigen US-amerikanische Studien, dass die Lernzuwächse an wenig bekannten Community Colleges etwa in derselben Größenordnung liegen wie an teureren Elitehochschulen (Pascarella/Terenzini 2005). Letztere erzielen zwar bessere Ergebnisse, aber nur, weil sie Studienanfänger mit besseren Voraussetzungen anziehen.